# Feldkirchen, Oberbayern
Feldkirchen är en kommun och ort i Landkreis München i Regierungsbezirk Oberbayern i förbundslandet Bayern i Tyskland.